# Berthold Imago
Berthold Imago ist eine Serifenlose Linear-Antiqua mit klassizistischem Charakter von Günter Gerhard Lange. Die H. Berthold AG brachte sie 1982 in vier Schriftfetten (Light, Book, Medium und Extra Bold) mit den dazugehörigen Kursiven heraus. Sie folgte der Tradition von Grotesk-Schriften der Jahrhundertwende, wie der Kompakt Grotesk (1893) der Haas’schen Schriftgiesserei, der Akzidenz Grotesk (1898) der H. Berthold AG oder auch der Univers (1957) von Adrian Frutiger. Unter der Leitung von Günter Gerhard Lange kamen im Jahr 2000 die Schriftschnitte Bold und Bold Italic hinzu.

## Merkmale und Anwendung
Die Berthold Imago zeigt eine große Einheitlichkeit von Schriftzeichen zu Schriftzeichen und von Schriftschnitt zu Schriftschnitt. Verstärkt wird dieser Eindruck der Einheitlichkeit durch ihre kantig ausgebildeten Rundungen. Betont neutral vermeidet sie bewusst alle auffallenden Details, läuft gleichmäßig und dabei recht schmal. Ein Gegenbeispiel zur Imago ist die Syntax, die Unterschiede in der Buchstabenbreite und Form bewusst anwendet, um die Zeichen individuell zu gestalten.
Damit sich die Ziffern der Imago gut in den Text einfügen, wurden sie von Lange etwas kleiner und etwas leichter als die Versalien gezeichnet. Im Sinne einer gestalterischen Geschlossenheit sind die verschiedenen Schriftschnitte für eine gemeinsame Verwendung in Lauftext und Überschriften konzipiert worden.